# Carol Vorderman

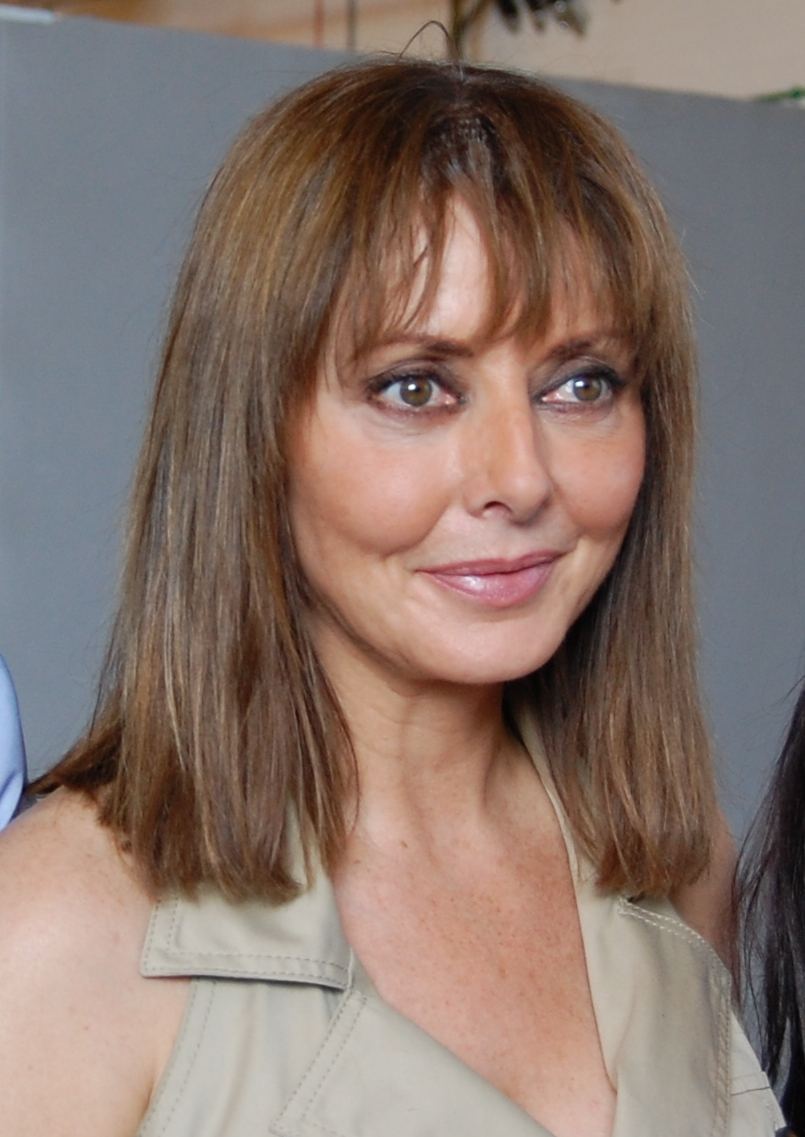
Carol Vorderman in juli 2011.

Carol Jean Vorderman (Bedford (Engeland), 24 december 1960) is een bekende Britse mediapersoonlijkheid. Ze presenteerde diverse BBC-programma's waaronder Countdown en Who Do You Think You Are? Ze is de achterkleindochter van de tussen 1866 en 1902 in Nederlands-Indië werkzame arts Adolphe Vorderman. Carol Vorderman schreef ook columns in de Daily Telegraph en Daily Mirror en ze is auteur van boeken over onderling zeer verschillende onderwerpen. Ze schreef onder meer een wiskundeleerboek voor kinderen en een boek over alternatieve geneeswijzen (ontgiften). Verder is ze is een actief pleitbezorgster voor diverse typisch Britse goede doelen.

## Biografie
Carol Vorderman werd geboren in Bedford, ze was de jongste van drie kinderen. Haar vader was de Nederlander Anton (Tony) Vorderman (1920-2007) en haar moeder Edwina Davies kwam uit Wales. Na haar scheiding van Tony, verhuisde haar moeder met de kinderen naar  Prestatyn (Noord-Wales). Carol ging in Rhyl naar de middelbare school en toen ze 17 jaar was ging ze naar de Universiteit van Cambridge waar ze een technische opleiding deed aan het Sidney Sussex College.
Na haar studie werkte ze eerst bij een waterkrachtcentrale en later parttime bij de afdeling communicatie van de United Kingdom Atomic Energy Authority. Inmiddels was haar carrière als mediapersoonlijkheid begonnen via de werk dat ze deed voor de band van haar vriend en optredens in kinderprogramma's voor de radio.
In 2007 deed ze voor het genealogieprogramma Who Do You Think You Are? onderzoek naar haar Nederlandse vader en overgrootvader. Haar vader Anton verliet haar moeder toen ze drie weken oud was. Twintig jaar later ontmoette ze hem. Terwijl ze bezig was voor het BBC programma overleed Tony en daarna ontdekte ze pas dat hij actief was geweest in het verzet in Venlo en Tegelen waar hij illegale kranten maakte met vertaalde berichten van de BBC. Na verraad en bij een mislukte vluchtpoging voor de bezetters in december 1944, verloor hij vrienden uit het verzet en moest hij onderduiken.
Bovendien ontzenuwde Carol een familieverhaal over haar overgrootvader Adolphe Vorderman (1844-1902). Die zou  de Nobelprijs voor Fysiologie of Geneeskunde hebben misgelopen omdat hij was getrouwd met een inlandse vrouw in Nederlands-Indië. Dat klopte niet, hij was getrouwd met een Nederlandse vrouw. Zijn onderzoek samen met Christiaan Eijkman was inderdaad belangrijk, maar als hij in 1929 nog in leven was geweest, had hij mogelijk gedeeld in de prijs.
Carol Vorderman kreeg voor haar werk diverse hoge Britse onderscheidingen onder andere in 2000 de Orde van het Britse Rijk.